# 89
Năm 89 là một năm trong lịch Julius.